# 第四次朝鮮スパイ事件
第四次朝鮮スパイ事件（だいよじちょうせんスパイじけん）とは、北朝鮮（朝鮮民主主義人民共和国）によるスパイ事件。1958年（昭和33年）10月30日摘発（検挙）。北朝鮮内務省系のスパイ組織が在日本朝鮮人総聯合会（朝鮮総連）幹部と接触して工作員候補の獲得、在日本朝鮮人総聯合会（朝鮮総連）幹部の動向監視、朝鮮大学校建設資金の使途状況、在日アメリカ軍・自衛隊の情報を収集していたことが発覚した。

## 概要
青山京一こと姜乃坤は3カ月間のスパイ訓練を受けた後、1957年（昭和32年）10月、偽造された外国人登録証、北朝鮮本国から支給された工作資金を携行して、石川県加賀市の小塩浜から日本に密入国した。密入国後は、大阪市東淀川区に居住する秘密組織員・金基健方に宿泊する一方、大阪市港区二条通で質屋を営む新井こと朴南圭、大阪市天王寺区小橋元町の綿布商・山田こと李勝喜を用いて米ドルを1ドル＝385円のレートで換金し、神奈川県川崎市の朝鮮人の紹介で東京都北区田端町のアパートに入居して、表向き「不動産屋の店員」として本格的な活動を開始し、
- 朝鮮総連幹部の動向監視
- 朝鮮大学校建設資金の使途状況調査
- 在日米軍・自衛隊に関する情報収集

などの任務を行っていた。なお、姜乃坤は北朝鮮「内務省の高級幹部」と称されていた。
警視庁は、1958年10月30日、姜乃坤（当時38歳）を逮捕した。さらに、12月中旬までに日本人を含む7人を逮捕した。
1959年（昭和34年）9月3日、東京地方裁判所は、姜乃坤に対し、出入国管理令・外国為替及び外国貿易法違反で懲役1年、執行猶予4年、罰金10万円の判決を下した。姜は1960年（昭和35年）、帰還船で北朝鮮に出国した。